# Courtney Thorne-Smith
Pour les articles homonymes, voir Thorne.
Courtney Thorne-Smith est une actrice américaine née le 8 novembre 1967 à San Francisco, Californie (États-Unis). 
Elle est principalement connue à la télévision. 
Elle se fait connaître par le rôle d'Alison Parker dans la série télévisée culte Melrose Place (1992-1997). Elle confirme avec le rôle de Georgia Thomas dans la série comique Ally McBeal (1997-2000), puis, elle incarne Cheryl Mabel et Lyndsey Mackelroy, dans les sitcoms According to Jim (2001-2009) et Mon oncle Charlie (2010-2015).

## Biographie

### Jeunesse et formation
Fille d'une thérapeute, Lora Thorne et d'un chercheur en informatique, Walter Smith, elle a une sœur aînée, Jennifer, une directrice de publicités. 
Elle grandit à Menlo Park, une banlieue située dans le sud de San Francisco. Elle fait ses études à la Menlo Atherton High School et fréquente le théâtre de Mill Valley.
En 1987, elle décroche son diplôme à la Tamalpais High School. 

### Carrière

#### Révélation télévisuelle: DeMelrose PlaceàAlly McBeal
Elle doit sa première apparition au cinéma dans le film Welcome to 18 de Terry Carr et dans la comédie dramatique Lucas de David Seltzer, ces deux longs métrages sortent en salles en 1986.
La même année, elle décroche son premier rôle régulier à la télévision, dans la mini-série Fast Times. Les années suivantes, en plus d'un rôle récurrent dans Day by Day et dans La Loi de Los Angeles, elle fait des apparitions dans diverses séries. Au cinéma, elle est un second rôle de la comédie Classes vacances avec Mark Harmon et Kirstie Alley. 
Courtney Thorne-Smith a été rendue célèbre par son rôle d'Alison Parker dans Melrose Place, à partir de 1992. Sa rivalité avec Amanda Woodward (Heather Locklear) et son couple phare avec Billy Campbell (Andrew Shue) ont fait du personnage d'Alison l'un des piliers de la série.
En 1997, après cinq années de bons et loyaux services dans le rôle de la victime alcoolique et naïve, Courtney décide de changer de cap (elle devait apparaître dans le dernier épisode mais elle est tombée malade). 
La presse people la dit dépressive mais elle revient en fanfare dans l'un des premiers rôles de la série comique plébiscitée par la critique, Ally McBeal. Initialement, l'actrice auditionne pour le rôle d'Ally, mais la production préfère lui attribuer le rôle de Georgia, la femme de Billy (Gil Bellows), l'ami d'enfance d'Ally (Calista Flockhart).
En 1997, elle devient porte-parole de la cosmétique Almay (en), devenant le visage de leur nouvelle ligne de maquillage Skin Stays Clean. Elle est aussi une porte-parole du régime Atkins.
Elle joue également dans deux épisodes d'une autre série populaire, Spin City.

#### Confirmation télévisuelle: DeAccording to JimàMon Oncle Charlie
L'année 2000 est à nouveau un tournant dans la carrière de Courtney. Elle quitte la série — elle ne fera que deux apparitions par la suite, dont une pour le final — et se retrouve la saison suivante dans une nouvelle comédie de ABC, According to Jim (inédite en France) avec Jim Belushi dans le rôle-titre. 
Parallèlement, elle sort le 18 septembre 2007, un roman intitulé Outside In, qui a été publié par Broadway Books à New York,. Elle tourne aussi quelques téléfilms dont elle est l'héroïne comme La Rivale et De mères en filles. 
Après un succès qui durera huit saisons, la série s'arrête en 2009, notamment dû au fait que les deux actrices principales soient tombées enceintes à quelques mois d'intervalle.
En 2010, Courtney revient sur le devant de la scène en intégrant la série populaire, Mon oncle Charlie. Elle y joue un rôle récurrent à partir de la septième saison : celui de Lyndsey Mackelroy, petite amie durable d'Alan Harper (Jon Cryer), le frère de Charlie Harper (Charlie Sheen). Elle reste fidèle à ce personnage jusqu’à la fin de la série, en 2015.
Entre 2016 et 2017, elle s'invite sur le plateau de la série comique Bienvenue chez les Huang. 
Depuis 2017, elle tourne pour Hallmark Channel une nouvelle série de téléfilms policiers dont elle est l'héroïne : Emma Fielding Mysteries.

### Vie privée
Au début des années 1990, Thorne-Smith a rencontré Andrew Shue, son amant à l'écran de Melrose Place. En juin 2000, l'actrice a épousé le généticien Andrew Conrad; le couple a divorcé en 2001.
Elle est mariée avec Roger Fishman, président de la firme marketing du groupe Zizo, depuis le 1er janvier 2007 et en janvier 2008, elle a accouché d'un petit garçon nommé Jacob "Jake" Emerson.

## Filmographie

### Cinéma

#### Court métrage
- 2005 : Batman: New Times de Jeffery Scheetz : Catwoman (voix)

#### Longs métrages
- 1986 : Lucas de David Seltzer : Alise
- 1986 : Welcome to 18 de Terry Carr : Lindsey
- 1987 : Les Tronches 2 (Revenge of the Nerds II: Nerds in Paradise) de Joe Roth : Sunny Carstairs
- 1987 : Prof d'enfer pour un été (Summer School) de Carl Reiner : Pam House
- 1990 : Side Out de Peter Israelson : Samantha
- 1995 : Si tu tends l'oreille de Yoshifumi Kondō : Shiho Tsukishima (voix)
- 1997 : The Lovemaster de Michael Goldberg : Deb
- 1998 : Chairman of the Board de Alex Zamm : Natalie Stockwell

### Télévision

#### Séries télévisées
- 1986 : Fast Times : Stacey Hamilton (7 épisodes)
- 1988 : Quoi de neuf docteur ? : Étudiante en photographie (1 épisode)
- 1988 - 1989 : Day by Day : Kristin Carlson (6 épisodes)
- 1990 : Anything But Love : Allison Andrews (1 épisode)
- 1990 : La Loi de Los Angeles : Kimberly Dugan (6 épisodes)
- 1992 : Jack's Place : Kim Logan (1 épisode)
- 1992 : Grapevine (en) : Lisa (1 épisode)
- 1992 - 1997 : Melrose Place : Allison Parker (158 épisodes)
- 1996 : Ménage à trois : Danielle (1 épisode)
- 1997 : Duckman : elle-même (1 épisode)
- 1997 - 1998 : SpinCity : Danielle Brinkman (2 épisodes)
- 1997 - 2002 : Ally McBeal : Georgia Thomas (69 épisodes)
- 1999 : Partners : Gina Darrin (1 épisode)
- 2000 : The Norm Show : Rebecca (1 épisode)
- 2001 - 2009 : According to Jim : Cheryl Mabel (182 épisodes)
- 2010 - 2015 : Mon oncle Charlie (Two and a Half Men) : Lyndsey Mackelroy (51 épisodes)
- 2016 : Robot Chicken : Examinateur médical (voix, 1 épisode)
- 2016 - 2017 : Bienvenue chez les Huang (Fresh Off the Boat) : Anne Gardiner (saison 2, épisode 19 et saison 3, épisode 13)
- 2020 : Mom : Samantha (saison 7, épisode 17)

#### Téléfilms
- 1987 : Infidelity de David Lowell Rich : Robin
- 1986 : The Thanksgiving Promise (en) de Beau Bridges : Sheryl
- 1994 : Breach of Conduct (Abus de pouvoir) de Tim Matheson : Helen Lutz
- 1995 : La Rivale (Beauty's Revenge) de William A. Graham : Cheryl Ann Davis
- 2009 : De mères en filles (Sorority Wars) de James Hayman : Lutie Parker
- 2017 : Les mystères d'Emma Fielding: le trésor oublié de Douglas Barr : Emma Fielding (également productrice exécutive)
- 2018 : Les mystères d'Emma Fielding: les secrets du château de Kevin Fair : Emma Fielding
- 2019 : Les mystères d'Emma Fielding : La société secrète de Kevin Fair : Emma Fielding (également productrice exécutive)

## Distinctions
Sauf indication contraire ou complémentaire, les informations mentionnées dans cette section proviennent de la base de données IMDb.

### Récompenses
- 5e cérémonie des Screen Actors Guild Awards 1999 : meilleure distribution pour une série télévisée comique dans Ally McBeal[6]

### Nominations
- 4e cérémonie des Screen Actors Guild Awards 1998 : meilleure distribution pour une série télévisée comique dans Ally McBeal[7]
- 6e cérémonie des Screen Actors Guild Awards 2000 : meilleure distribution pour une série télévisée comique dans Ally McBeal[8]